# Stephanie Willemse
Stephanie Willemse (Glasgow, 15 settembre 1989) è una modella scozzese incoronata Miss Scozia 2008 il 28 maggio 2008..
Ha in seguito rappresentato la Scozia a Miss Mondo che si è tenuto il 13 dicembre 2008 in Sudafrica. La modella non è però riuscita a superare le fasi preliminari del concorso.
Dopo aver completato gli studi universitari, Stephanie Willemse ha intrapreso la carriera di modella professionista, arrivando a sfilare durante la settimana della moda di New York.